# August Harambašić
August Harambašić (Donji Miholjac, 14 luglio 1861 – Zagabria, 16 luglio 1911) è stato un poeta, scrittore e politico croato.

## Biografia

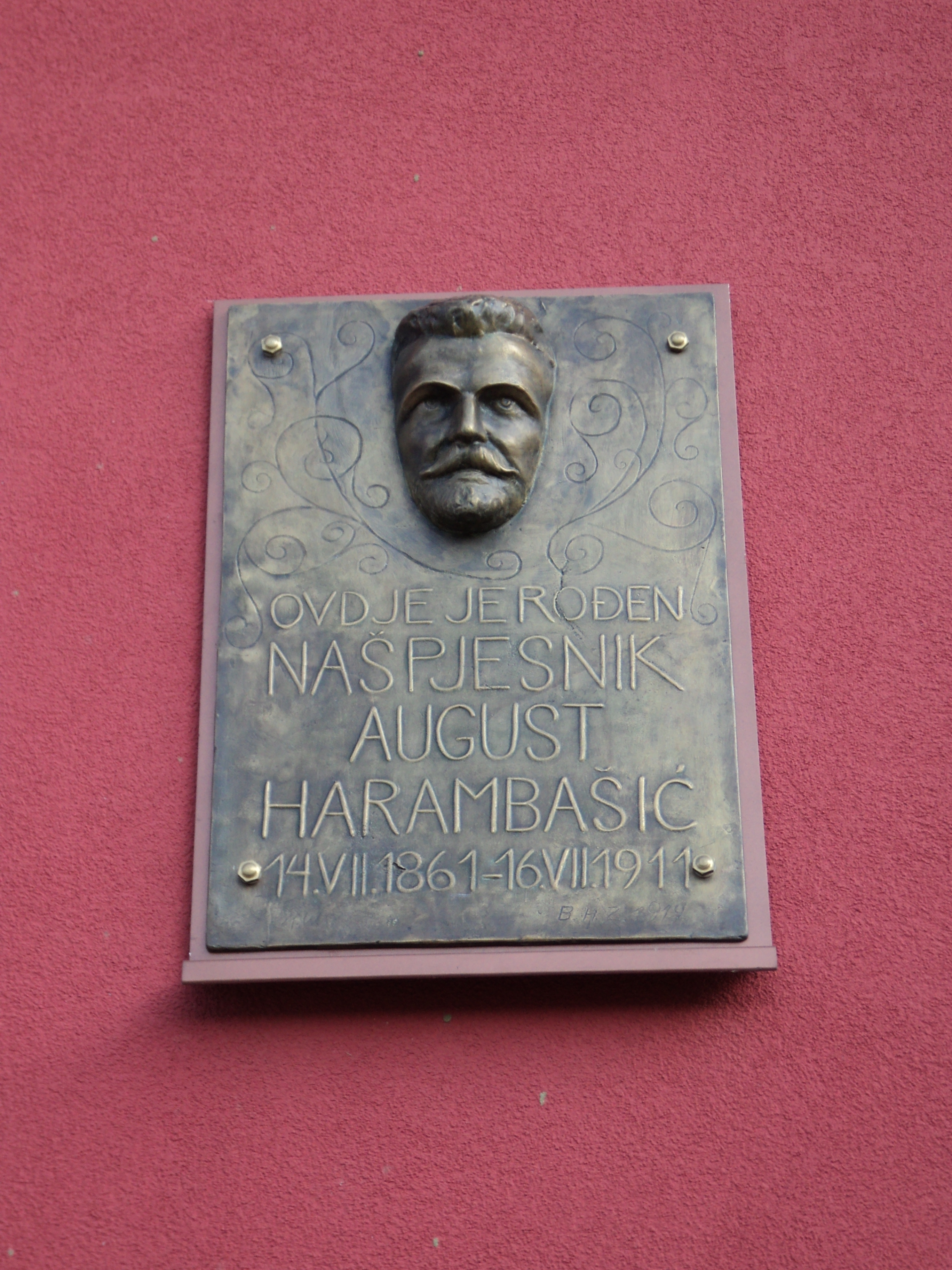
Targa commemorativa nella casa natale di August Harambašić a Donji Miholjac.

Nacque in un periodo storico tempestoso, caratterizzato dalle rivendicazioni di autonomia e di libertà avanzate da molti popoli europei, e sia il suo stile di vita sia la sua personalità sembrarono una ripercussione di tutto ciò: dopo una lunga serie di peripezie il suo stato di salute psichico si aggravò sempre più, costringendolo a ripetute degenze nei manicomi, dove alla fine morì nel 1911.
Studiò dapprima al liceo di Požega e poi legge all'Università di Vienna e di Zagabria (1884) abilitandosi all'avvocatura nel 1900, e durante quegli anni maturò idee politiche di destra in linea con il Partito di destra croato guidato da Ante Starčević.
La sua carriera letteraria risultò vasta e variegata, dato che Harambašić si interessò di innumerevoli discipline culturali, che studiò e approfondì tramite indagini esposte in scritti e saggi.
A causa di alcuni suoi lavori, a tematica politica, nel 1888 fu arrestato, condannato e recluso per sei mesi.
Scrisse satire, feuilleton, critica letteraria e teatrale, racconti per bambini.
Ma la sua notorietà è dovuta alle sue poesie e alle sue collaborazioni con riviste, tra le quali si possono citare la Hrvatska vila ("La villa croata"), il Balkan ("Balcano"), Preporod ("Rinascita"), che lui stesso guidò.
La sua ampia erudizione gli consentì di conoscere sia gli autori connazionali del passato sia letterati stranieri, dei quali effettuò lui stesso numerose traduzioni, traendo da tutti questi autori spunti e influenze.
Tradusse, tra gli altri, Gogol', Tolstoi, Wilde, Shakespeare, Grigorovič, oltre a opere bulgare, spagnole, polacche, francesi, italiane e tedesche.
Se il suo stile si caratterizzò per una forma armoniosa, i contenuti delle sue liriche derivarono soprattutto dall'ambito popolare, rendendo così i suoi versi apprezzati e diffusissimi tra i suoi connazionali.
Una delle maggiori qualità di Harambašić fu quella di descrivere un quadro completo e profondo della realtà del suo tempo, a livello storico, sociale  e psicologico.
Se i suoi primi lavori, come Slobodarke ("Canti della libertà", 1883), furono incentrati su tematiche politiche e storiche, attraverso le quali il poeta rievocava con nostalgia le grandezze passate del suo popolo, per rilanciarle in inviti a rovesciare gli oppressori contemporanei e in immagini speranzose riguardanti il futuro, le opere successive evidenziarono l'aggiunta di motivi intimistici e tratti dalle sue vicende personali.
In alcune raccolte, quali Ružmarinke ("Canti del rosmarino", 1883) e Tugomilke ("Canti degli affanni", 1887), non mancarono immagini con tematiche erotiche, invece Pjesničke pripoviesti ("Racconti poetici", 1887) furono intrise da passioni romantiche, oppure nostalgici ricordi della prima infanzia resero toccanti i versi di Mali raj ("Piccolo paradiso", 1891).
Harambašić si dimostrò un letterato versatile, capace di suscitare forti emozioni tra i suoi lettori croati.
Utilizzò durante la sua carriera letteraria svariati pseudonimi, quali Tugomil, Grga Kaloper Steklis Steklišević, Ljuba Dragićeva, Sergei Jurjevic Hetmanov, Dragoje Dragojevic, Rob, Hrvoje Hrvatic, Tarantula, Augusto Latrocaput.

## Opere
- Ružmarinke, Zagabria 1882, 1883, 1887.
- Slobodarke, Zagabria 1883.
- Sitne pjesme, Osijek 1884.
- Zlatka, Zagabria 1885.
- Tugomilke, Zagabria 1887.
- Hrvatski pučki pismovnik, Zagabria 1888.
- Rob, Zagabria 1888.
- Kraljev hir, Zagabria 1889.
- Pjesničke pripoviesti, Zagabria 1889.
- Smilje i kovilje, Zagabria 1890.
- Zlatna knjiga za djecu, Zagabria 1890.
- Mali raj, Zagabria 1891.
- Nevenke, Zagabria 1892.
- Izabrane pjesme, Zagabria 1895.
- Armida, Zagabria 1896.
- Pučke pripoviesti, Zagabria 1899.

### Postumi
- Antologija, Zagabria 1926.
- Ukupna djela Augusta Harambašića, 1–4, 7–10, Zagabria 1942, 1943.
- Pjesme i proza, Pet stoljeća hrvatske književnosti, 54. Zagabria 1966, 29–126.
- Hrvatska Hrvatom, Zagabria 1995.
- Izabrane pjesme, Zagabria 1998.